# Особняк и доходный дом И. Е. Ритинга
Особняк и доходный дом И. Е. Ритинга — памятник архитектуры. Расположен в Петроградском районе Санкт-Петербурга, современный адрес дома — Кронверкский проспект, 77, проспект Добролюбова, 1 (литера Б).
Особняк и многоквартирный дом были построены В. В. Шаубом в 1899 году для стеклопромышленника И. Е. Ритинга. Здания четырёхтажные. У уголового из них гранёный эркер на срезанном углу и щипцы, усечённые полувальмами. Часть окон сгруппирована по три, проёмы аритмичны. Использованы тёмная и светлая, зернистая и гладкая штукатурка, работы по ней выполнил А. И. Иванов, «изобретатель обработки фасадов в различные тона без окраски». Угловой щипец трапециевидный с лучковым завершением (упрощённая отсылка к северному ренессансу). В 2012 году лепной декор здания описывался как «давно исчезнувший».
После Ритинга доходный дом принадлежал Л. Л. Кенигу, в доме жили Б. Б. Герберц, А. А. Бялыницкий-Бируля, А. Е. Ферсман, В. А. Брюллов, М. В. Владимиров, М. В. Зив.
В 2011 году дом незаконно надстроили мансардой на два этажа с одновременным углублением подвалов, в 2013 году ризалиты без согласования с КГИОП (согласно заявлениям Жилкомсервисе № 2 Петроградского района) были перекрашены в серо-зелёный цвет, при этом была восстановлена часть исторической лепнины; владелец оспорил претензии, объявив, что пробная окраска была осуществлена со всеми согласованиями. В 2013 году было объявлено о планах реставрации здания с восстановлением утраченной лепнины и исторического цвета. Работы начались в июле того же года и были закончены в апреле 2014 года. В восстановленном лепном декоре использованы цветочные мотивы.